# بیستریتسا (تسرنا تراوا)
بیستریتسا (به صربی: Bistrica) یک منطقهٔ مسکونی در صربستان است که در تسرنا تراوا واقع شده‌است. بیستریتسا ۸ نفر جمعیت دارد.